# David Navarro
Pour les articles homonymes, voir Navarro (homonymie).
David Navarro Pedrós est un footballeur espagnol né le 1er janvier 1980 à Sagonte, Communauté valencienne (Espagne). Il évolue au poste de défenseur.

## Carrière
- 2001-2007 : Valence CF  Espagne
- 2007-2009 : RCD Majorque (en prêt)  Espagne
- 2009-2011 : Valence CF  Espagne
- 2011-janvier 2012 : Neuchâtel Xamax FC  Suisse
- février 2012-2016 : Levante UD  Espagne
- depuis 2016 : AD Alcorcón  Espagne[1],[2]

## Palmarès
- Vainqueur de la Supercoupe de l'UEFA en 2004 avec Valence CF
- Vainqueur de la Coupe UEFA en 2004 avec Valence CF
- Vainqueur du Championnat d'Espagne de football en 2002 et 2004 avec Valence CF
- Finaliste de la Ligue des champions en 2001 avec Valence CF

## La bagarre entre Valence et l'Inter
Le 6 mars 2007, à la fin du match opposant Valence à l'Inter Milan, alors qu'une bagarre générale a éclaté, David Navarro frappe Nicolás Burdisso dans le nez avant de s'enfuir, poursuivi par quelques joueurs de l'Inter. L'argentin, dont le nez a été fracturé par ce coup, a reçu les plus plates excuses de David le lendemain du match, ce dernier disant : « Je ne m'étais jamais conduit de la sorte auparavant et je suis sûr que ma famille doit être très déçue de mon comportement. J'ai honte et je regrette sincèrement ce que j'ai fait. Je n'ai pas vu les images à la télévision et honnêtement, je n'ai pas envie de les voir ».
Pour ce geste, David Navarro a été condamné par l'UEFA le 14 mars 2007 à une suspension de 7 mois. Le 20 mars, sur demande de l'UEFA, la FIFA a étendu la suspension de sept mois à toutes les compétitions internationales, y compris les championnats nationaux et les matches de sélection.